# Kamina
Kamina er hovedstaden i provinsen Haut-Lomami i Den Demokratiske Republik Congo .

## Transport
Kamina er kendt som et vigtigt jernbaneknudepunkt; tre linjer af DRCs jernbaner løber fra Kamina mod nord, vest og sydøst. Hovedjernbanelinjen, driftssektionerne af Cape to Cairo Railway, forbinder byen med Tenke og Lubumbashi mod syd og Kabalo og Kindu mod nordøst. Den har to lufthavne, en civil (Kamina Lufthavn) og en militær (Kamina Base Airport). Den ligger langs National Road 1 (N1) og Regional Road 630 (R630).

## Militær
Den belgiske hær etablerede en stor militærbase i Kamina efter 2. verdenskrig. Det store basekompleks bestod af en luftbase brugt til flyvetræning, og et træningsanlæg for faldskærmstropper. Fra september 1953 til 1960 oprerede Advanced Pilots' School of the Belgian Air Force omkring 60 nordamerikanske Harvard-fly fra basen.
Efter Congos uafhængighed i juni 1960, beholdt Belgien i første omgang kontrollen over Kamina, efter aftale med den congos regering, men i oktober 1960 blev kontrollen med basen overtaget af FN. Basen var aldrig under katangesisk kontrol, selvom deres tropper besatte den nærliggende by Kaminaville.
I begyndelsen af 1964 overdrog FN Kamina til de congos hær. Det blev da et center for af forme den langsomt dannede congolesiske hær. Brassage er den proces, hvorved krigere fra de tidligere DRC-krigende fraktioner samles til nye kombinerede enheder.